# Linda Ngo
Linda Ngo (ur. 13 marca 1994 w Sydney) – australijska aktorka. Znana jest głównie z roli Weilan w australijskim serialu Mako Mermaids: Syreny z Mako. Karierę aktorską rozpoczęła w 2012 roku poprzez występ w krótkometrażowym filmie Gangs.

## Filmografia
| Rok  | Tytuł                        | Rola     | Uwagi         |
| ---- | ---------------------------- | -------- | ------------- |
| 2014 | Town Centre                  | Mel      | Rola gościnna |
| 2015 | Catching Milat               | Therese  | Rola gościnna |
| 2016 | Mako Mermaids: Syreny z Mako | Weilan   | Główna rola   |
| 2017 | Tajemnice Laketop            | Sinn     | Rola gościnna |
| 2017 | Here Comes the Habits        | Caroline | Rola gościnna |